# Тодоричене
Тодори́чене (болг. Тодоричене) — село в Ловецькій області Болгарії. Входить до складу общини Луковит.

## Населення
За даними перепису населення 2011 року у селі проживали 425 осіб, з них 418 осіб (99,3%) — болгари.
Розподіл населення за віком у 2011 році:
Динаміка населення: